# فرشته تباهی
فرشته تباهی (نام علمی: Amanita virosa) نام یک گونه از سرده قارچ قاتل است.